# ياكوب ميلر
ياكوب ميلر (بالألمانية: Jakob Miller)‏ هو عالم عقيدة ألماني، ولد في 1550 في Kißlegg ‏ في ألمانيا، وتوفي في 11 ديسمبر 1597 في ريغنسبورغ في ألمانيا.